# SCUT

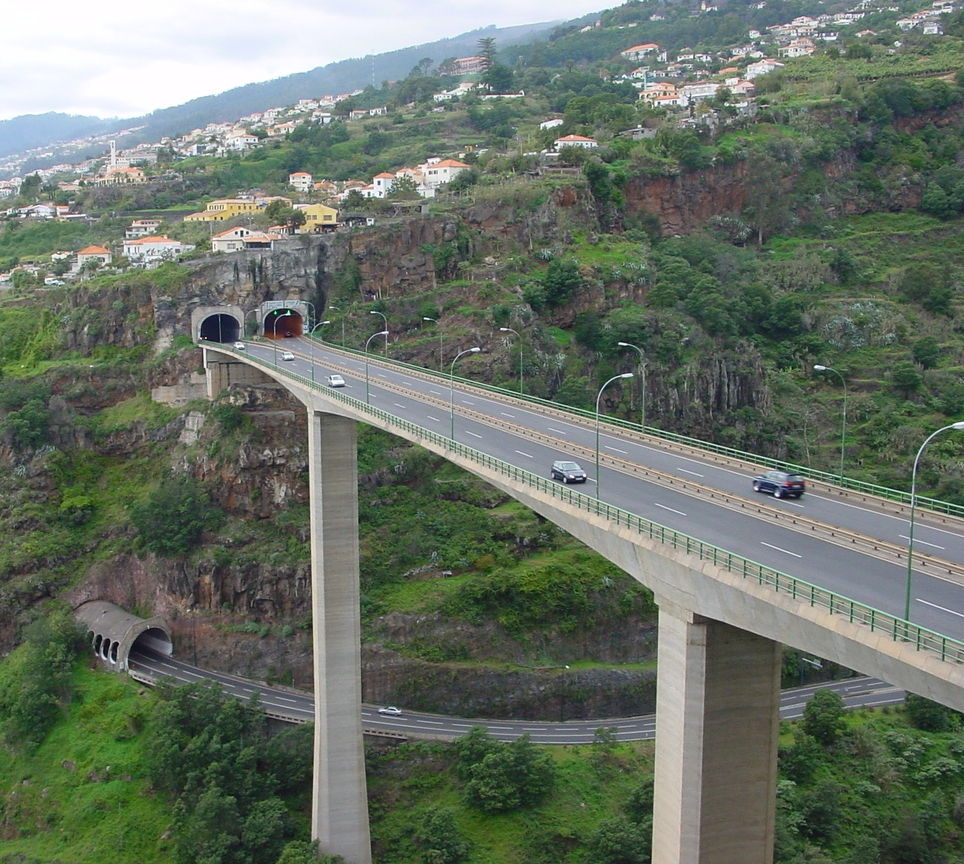
Vista da Ponte João Gomes, na VR1, próximo do Funchal. Desde 2000 (e até 2025) que esta via tem portagens virtuais, pois está desde esse ano incluída na concessão Vialitoral, uma concessão financiada por portagens SCUT.

Portagens SCUT (abreviatura de Portagens Sem Cobrança aos Utilizadores ou Portagens Sem Custos para o Utilizador) é um modelo de financiamento de autoestradas e vias rápidas implementado em Portugal, baseado no modelo britânico das shadow toll. Neste modelo, a responsabilidade pela construção, exploração e manutenção de uma autoestrada ou via rápida é concessionada a uma empresa privada por um período de algumas décadas (geralmente 30 anos). Em troca, a empresa recebe do concedente (em princípio, o Estado português) uma renda variável consoante o número de veículos que usa a via e o número de dias em que ela está operacional. Trata-se portanto de um regime de portagens virtuais, já que as receitas da concessionária estão dependentes do número de veículos que circula na via, mas em que o valor é pago pelo concedente, pelo que a estrada é de utilização gratuita.
O conceito de portagens SCUT foi introduzido em Portugal em 1997 durante o governo de António Guterres, sendo baseado no modelo das shadow toll, o qual já era implementado no Reino Unido desde 1993. O primeiro contrato a ser assinado foi o da Concessão da Beira Interior (em setembro de 1999), através do qual o Estado português entregou aquela concessão à empresa Scutvias por um período de 30 anos. Nesta concessão — tal como nas outras 9 concessões SCUT que viriam a ser criadas —, o concessionário privado não só recebeu a responsabilidade de construir novas estradas como também de manter estradas que já existiam. Deste modo, em finais da década de 2000 existiam em Portugal 10 concessões financiadas por portagens SCUT, cujos contratos haviam sido assinados entre 1999 e 2006. Em 7 dessas concessões, o concedente era o Estado português, em 2 era a Região Autónoma da Madeira e na outra era a Região Autónoma dos Açores. Todas as 7 concessões do Estado localizavam-se em Portugal continental, e regiam-se por contratos assinados entre 1999 e 2002.
Entre 2010 e 2016, praticamente todos os contratos de concessões SCUT foram revistos, em parte com o objetivo de diminuir as rendas pagas pelos concedentes aos concessionários. No caso das concessões do Estado, as alterações incluíram não só a mudança total do modelo de concessão (passaram de um regime de portagens SCUT para um regime de disponibilidade) como também a introdução de portagens reais, uma medida que se revelou bastante controversa desde que foi proposta pela primeira vez (em 2002) e que trouxe este modelo de financiamento para a “praça pública”. Com efeito, as portagens virtuais / SCUT são um modelo de financiamento de infraestruturas e não eram um assunto muito conhecido da opinião pública até 2002. Contudo, nesse ano, ocorreu uma mudança de governo; o novo governo, liderado por Durão Barroso, defendia que os encargos do Estado com as suas concessões SCUT eram um grave problema orçamental e que a introdução de portagens reais nas autoestradas incluídas nessas concessões era a única forma de o resolver. Ao longo da década de 2000, as vias rápidas incluídas nas concessões SCUT do Estado foram renumeradas como autoestradas (por exemplo, a Via do Infante, pertencente à concessão Algarve, foi reclassificada de IP1 para A22). Depois de vários avanços e recuos e no meio de significativa controvérsia, no Verão de 2010, o governo (liderado por José Sócrates) acabou por avançar com a introdução de portagens em todas as concessões SCUT do Estado. Em 15 de Outubro desse ano começou a cobrança de portagens aos utilizadores das autoestradas (e antigas vias rápidas) das concessões da Costa de Prata, Norte Litoral e Grande Porto. Em 8 de Dezembro de 2011, começaram-se a cobrar portagens nas autoestradas das restantes quatro concessões do Estado (Algarve, Beira Interior, Beira Litoral/Beira Alta e Interior Norte). Em 2015 foi concluída a última revisão dos contratos das Concessões do Estado. Em 2016 a Região Autónoma da Madeira concluiu uma revisão aos contratos das suas duas concessões SCUT (Vialitoral e Viaexpresso), mas tal não implicou a introdução de portagens reais, nem a substituição do modelo de portagens SCUT por outro. De facto, nas regiões autónomas as concessões com portagem SCUT nunca geraram uma controvérsia da magnitude da ocorrida em Portugal continental. Assim, desde 2015, existem 3 concessões com portagem SCUT em Portugal.

## Nota introdutória
Deve ser notado que o conceito de SCUT refere-se apenas a um modelo de financiamento e não é necessariamente sinónimo de autoestrada sem portagens ou de autoestrada de utilização gratuita. Antes de mais, o modelo de portagens SCUT pode ser usado para financiar qualquer tipo de estrada, e não necessariamente autoestradas (um exemplo extremo é o da concessão Viaexpresso, que só inclui vias rápidas com uma faixa de rodagem). É também de notar que quando as sete concessões com portagem SCUT do Estado foram lançadas (em 1997–2002), a maioria das rodovias nelas incluídas eram consideradas como não mais do que vias rápidas com perfil de autoestrada (similar ao IC19 ou IC32), e só na década de 2000 é que lhes foi atribuída classificação e numeração de autoestrada. Por exemplo, a Via do Infante — que foi concluída na sua maioria em 1991–1993 e só foi englobada numa concessão SCUT em 2000 — era considerada como IC4 de Guia para oeste e IP1 de Guia à fronteira de Castro Marim. Em meados da década de 2000, foi-lhe atribuída numeração de autoestrada, neste caso, A22. Em todo o caso, se, por definição, todas as (auto)estradas em regime SCUT são de utilização gratuita, nem todas as autoestradas de utilização gratuita estão em regime SCUT. A título de exemplo, à data de 2018, vias como a Autoestrada Transmontana, A26, IC12, IC19 ou IC32 eram (total ou parcialmente) de utilização gratuita e não estavam incluídas em nenhuma concessão financiada por portagens SCUT.

## Concessões com portagem SCUT
À data de 2018, existem em Portugal três concessões rodoviárias financiadas por portagens SCUT, que são as concessões São Miguel, Viaexpresso e Vialitoral. A Região Autónoma dos Açores é a concedente da primeira e a da Madeira é a concedente das duas últimas.

### Concessão da região autónoma dos Açores

#### São Miguel
O contrato da Concessão São Miguel foi assinado em 2006, pelo qual o Governo Regional dos Açores entregou ao consórcio privado Euroscut, por 30 anos, a responsabilidade por manter e/ou construir 94 km de vias na ilha de São Miguel.  Entre as várias estradas incluídas nesta concessão, encontram-se as vias rápidas com perfil de autoestrada R1—1ª (Ponta Delgada–Vila Franca do Campo) e a Via Rápida Lagoa–Ribeira Grande. Também estão incluídas na concessão várias vias rápidas com uma faixa de rodagem (por exemplo, o troço Nordeste–Ribeira Grande da R1—1.ª), e estradas convencionais sem acesso controlado (por exemplo, a R3—1.ª, que liga Ponta Delgada à Ribeira Grande).

### Concessões da região autónoma da Madeira

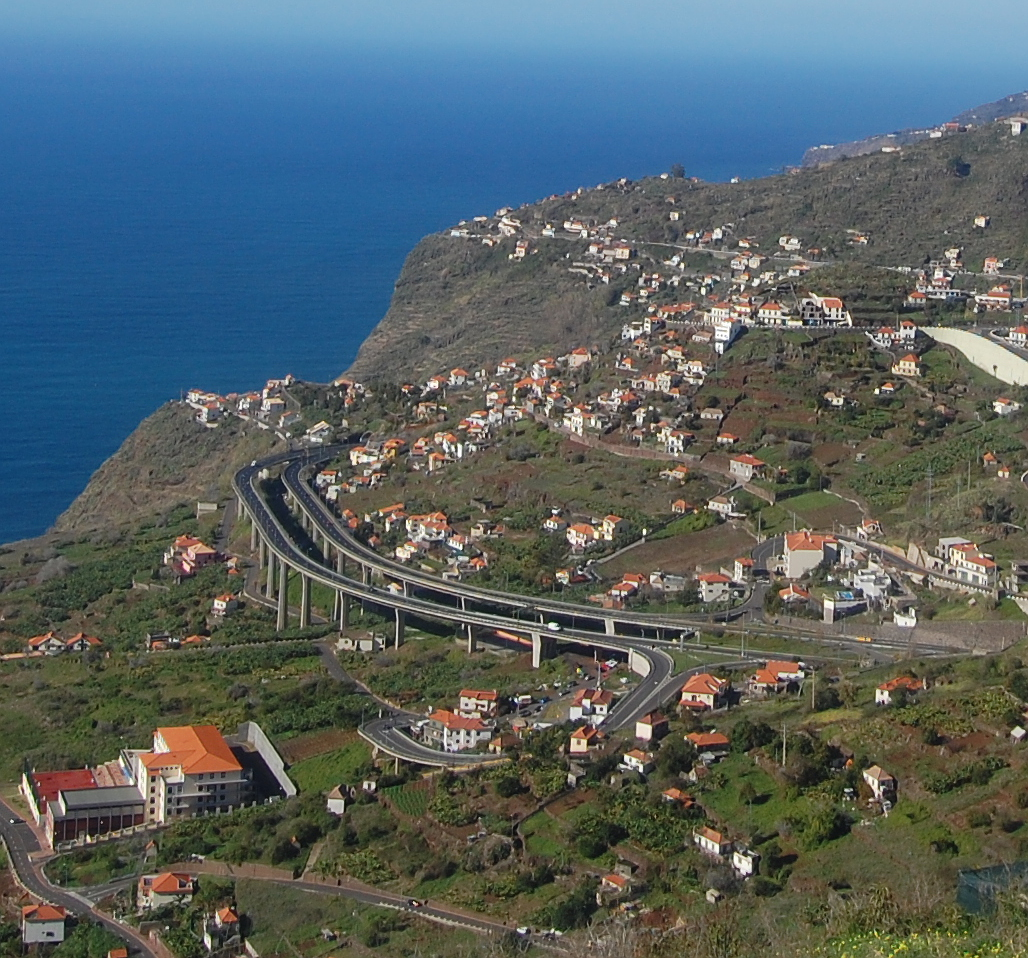
Vista da VR1, próximo da Ribeira Brava. A VR1 está incluída na concessão SCUT Vialitoral.

No caso da Madeira, as empresas concessionárias têm o mesmo nome que as concessões, pois estas foram entregues a empresas públicas criadas para o efeito (de uma forma similar à concessão Estradas de Portugal), cujos capitais foram mais tarde abertos a privados.

#### Vialitoral
O contrato de concessão entre a região e a empresa Vialitoral S.A. foi assinado em Janeiro de 2000 e entregou à empresa — por 25 anos — a responsabilidade pela manutenção da VR1, uma via rápida com perfil 2+2 vias que na época ligava Ribeira Brava ao Machico, passando pelo Funchal e Câmara de Lobos (37 km abertos ao trânsito entre 1989 e 2000). Em 2001, o contrato foi revisto e concessionária recebeu a responsabilidade de prolongar a VR1 desde o Machico até ao Caniçal. Esse lanço de 7 km acabou por ser inaugurado em 2004, pelo que a VR1 e a concessão ficaram com uma extensão total de 44 km. Em 2016, ocorreu uma nova revisão do contrato, pela qual o lanço Machico–Caniçal foi retirado do âmbito da concessão. Deste modo, a concessão Vialitoral voltou a abranger um total de 37 km de estrada. Na altura, foi também revisto o contrato da concessão Viaexpresso; ambas as revisões tiveram como objetivo reduzir os encargos do governo regional com as concessões e permitiram poupar um total de €285 milhões ou 17% do que estava previsto até ao término das concessões. A concessão Vialitoral expira em 2025.

#### Viaexpresso

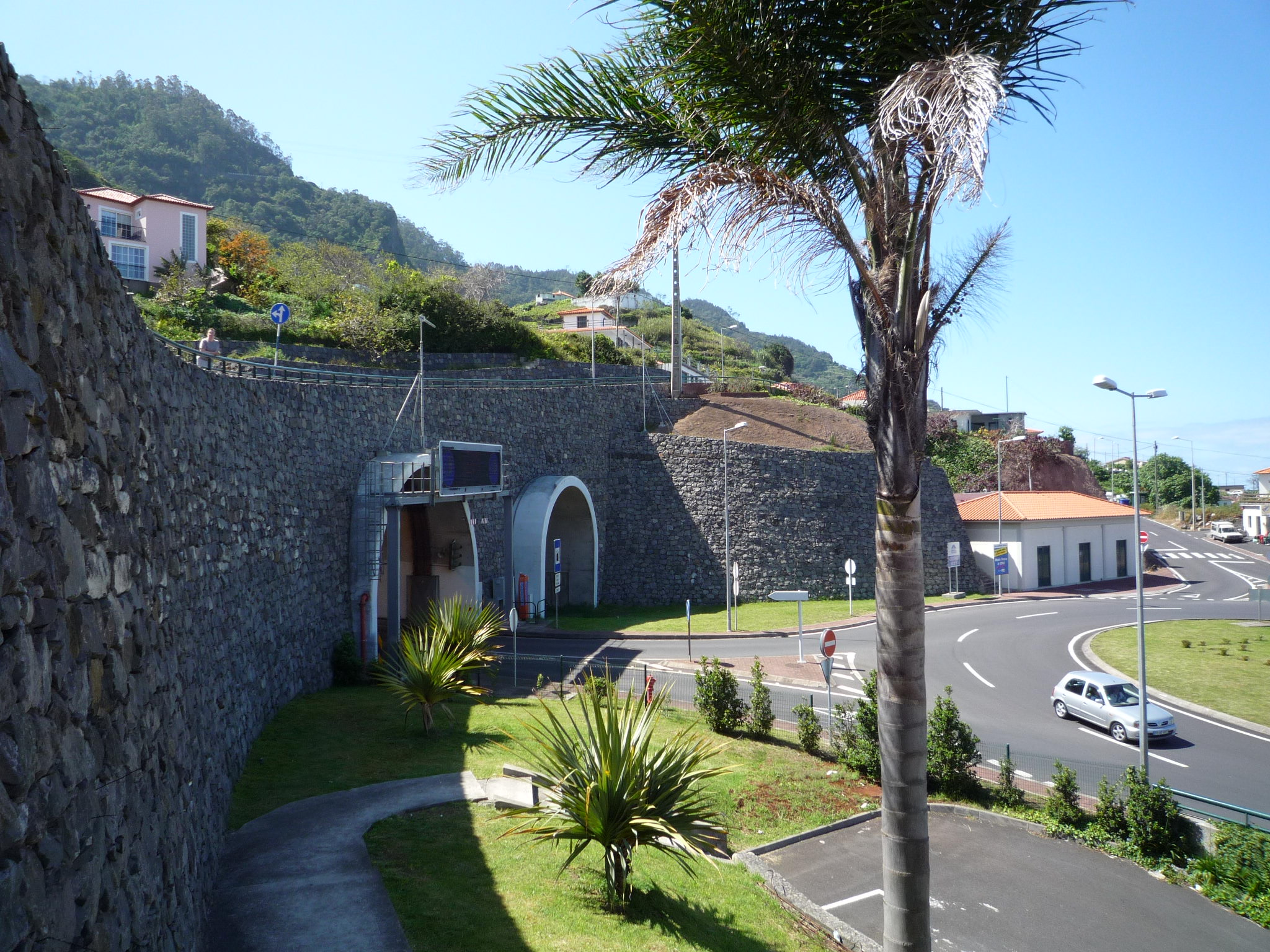
Entrada para o Túnel de Faial/Cortado, vista do lado do Faial, Santana. No Túnel passa a VE1, uma estrada incluída na concessão Viaexpresso.

A concessão Viaexpresso não inclui qualquer quilómetro de autoestrada: nesta concessão apenas estão incluídas várias vias rápidas com uma faixa de rodagem e estradas convencionais sem acesso controlado. O contrato de concessão foi assinado em Dezembro de 2004, e entregou à empresa Viaexpresso S.A. a responsabilidade por manter e/ou construir cerca de 93 km de estradas, localizadas principalmente na costa norte e sudoeste da ilha da Madeira.
Ficaram incluídas na concessão as estradas VE1/R101 (que liga Machico a Ribeira de São Jorge, passando por Santana), VE2/R101 (que liga São Vicente a Porto Moniz), VE3/R101 (Ribeira Brava–Madalena do Mar e Arco da Calheta–Raposeira do Logarinho), VE4/R104 (Ribeira Brava–Meia-Légua e Serra de Água–São Vicente), VE5 (Caniço–Camacha), VE6/R107 (Ribeira de Lapa–Curral das Freiras) e VE7/R223 (Ribeira Funda–Paul do Mar–Jardim do Mar). Em geral, estas estradas têm uma faixa de rodagem, com um perfil 1+1 vias, que em algumas subidas alarga para 2+1 vias. Quase sempre desenvolvem-se fora das localidades (pelo que costumam ter um limite de 80 km/h) mas por vezes atravessam alguns aglomerados populacionais.
O contrato foi alterado em 2016, pelo qual a extensão da rede concessionada foi reduzida para 69 km, através da retirada da concessão da VE2, VE5, VE6 e VE7, entre outros lanços. Na altura, foi também revisto o contrato da concessão Vialitoral; ambas as revisões tiveram como objetivo reduzir os encargos do governo regional com as concessões e permitiram poupar um total de €285 milhões ou 17% do que estava previsto até ao término das concessões. A empresa Viaexpresso S.A. detém a concessão até 2029.
Integrado nesta concessão está o Túnel de Faial/Cortado (mais precisamente na VE1, próximo de Santana), que com um comprimento de 3,6 km é o maior túnel com 1 galeria de Portugal. Durante 12 anos, desde a sua abertura (em 2004) até à inauguração do Túnel do Marão (em 2016), o Túnel de Faial/Cortado foi o maior túnel rodoviário de Portugal.

### Antigas Concessões do Estado
Como já se disse, até à década de 2010, o Estado português era concedente de sete concessões financiadas por portagens SCUT, que abrangiam mais de 900 km de autoestradas e vias rápidas, localizados integralmente em Portugal continental.
Entre 2010 e 2015, todos os sete contratos foram alterados, pelo que as concessões abandonaram o regime de portagens SCUT (pagamentos baseados nos níveis de tráfego) e passaram para um regime de disponibilidade (pagamentos relativamente fixos baseados no número de dias em que a via está a aberta). No regime adotado, o concedente (o Estado, por via da Infraestruturas de Portugal) efetua pagamentos por disponibilidade à concessionária, recebe as receitas de portagens reais e paga à concessionária pelo serviço de cobrança de portagens. A concessão Beira Interior ficou com um modelo relativamente diferente, pois as receitas de portagem revertem diretamente para a concessionária. Uma consequência importante destas alterações foi que o risco de baixo tráfego foi transferido das concessionárias privadas para o Estado (enquanto concedente), pois num regime de portagens virtuais a concessionária recebe consoante o tráfego registado nas estradas e num regime de disponibilidade os pagamentos são relativamente fixos.
Às 00h00 de 15 de Outubro de 2010 começaram a ser cobradas portagens em algumas autoestradas (muitas delas, antigas vias rápidas) das concessões Costa de Prata, Grande Porto e Norte Litoral. Às 00h00 de 8 de Dezembro de 2011 foram introduzidas portagens nas autoestradas incluídas nas concessões do Algarve, Beira Interior, Beira Litoral/Beira Alta e Interior Norte.
Deve ser notado que, devido à posição geográfica dos pórticos de portagem, troços mais ou menos longos de todas estas autoestradas continuaram de utilização gratuita. À data de 2018, a A27 (concessão do Norte Litoral), a A44 (Costa de Prata) e a VRI (Grande Porto) são as únicas autoestradas incluídas numa concessão ex-SCUT que continuaram de utilização gratuita em toda a sua extensão.

#### Algarve

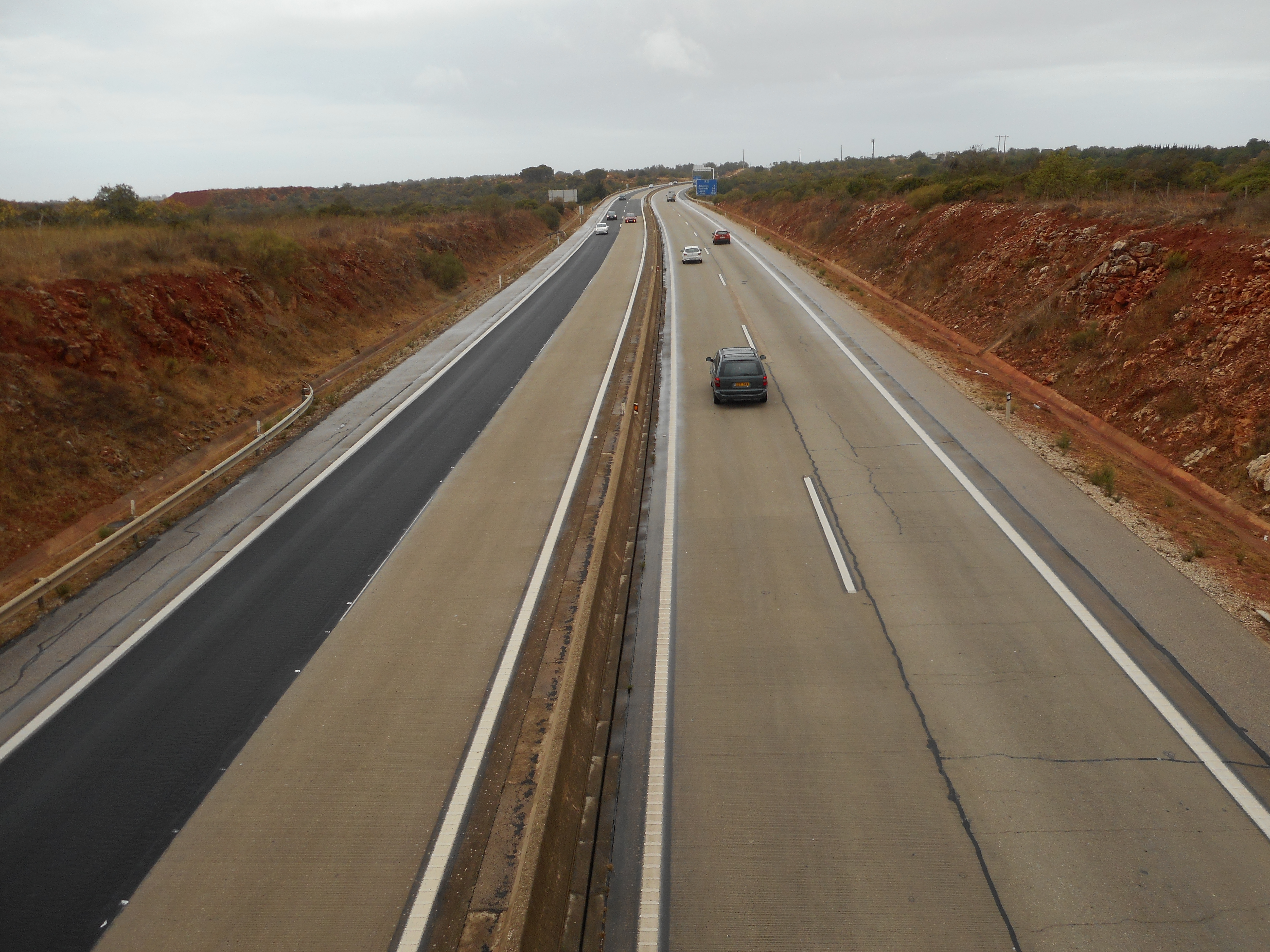
Via do Infante, a única rodovia incluída na concessão Algarve.

A concessão Algarve inclui todos os 130 km da Via do Infante. O governo português entregou a concessão ao consórcio Euroscut, sendo que o contrato de concessão foi assinado em 11 de Maio de 2000. Na data de assinatura do contrato, a empresa recebeu (e ficou com a responsabilidade de conservar) os 84 km do troço Guia–Castro Marim (em serviço desde 1992–1993) e os 9 km do troço Alcantarilha–Guia (que foi inaugurado no próprio dia da assinatura do contrato). Ambos os troços eram uma via rápida com perfil 2+2 vias; o troço Guia–Castro Marim estava sinalizado como IP1 e o troço Alcantarilha–Guia como IC4. A Euroscut também ficou com a responsabilidade de construir (e depois conservar) o novo troço Lagos–Alcantarilha do IC4 (38 km), o qual acabou por ser aberto ao trânsito em abril de 2003, completando assim a construção da Via do Infante. Ainda na década de 2000, os troços do IC4 e IP1 que constituíam a Via do Infante (e que portanto estavam incluídas na concessão Algarve) foram reclassificados como autoestrada: os dois troços foram unidos para criar a autoestrada A22, uma numeração que foi aplicada na sinalização nos anos seguintes.
Começaram a ser cobradas portagens reais na A22 — Via do Infante em 8 de Dezembro de 2011. Na altura, foram instalados pórticos em 10 lanços, pelo que dos 130 km desta via, cerca de 90 km passaram a ser pagos, com um custo médio por quilómetro de aproximadamente €0,12 (2011). Uma vez que o contrato de concessão não previa a existência de portagens reais, a Euroscut passou a receber um pagamento por conta de carácter transitório, que iria vigorar até à alteração do contrato.
O contrato de concessão acabou por ser revisto em 2015, pelo qual a concessão Algarve deixou integralmente o regime de portagens SCUT (que era baseado nos níveis de tráfego registados) e passou integralmente para um regime misto baseado onde o Estado (enquanto concedente) entrega à concessionária pagamentos por disponibilidade da via (isto é, pagamento relativamente fixas calculados com base no número de dias em que a estrada está aberta), recebe as receitas de portagens reais e paga à concessionária o serviço de cobrança de portagens. Com a introdução de portagens e o regime de disponibilidade, na prática o risco de tráfego foi transferido do parceiro privado para o Estado. Prevê-se que a concessão Algarve termine em Maio de 2030.

#### Beira Interior

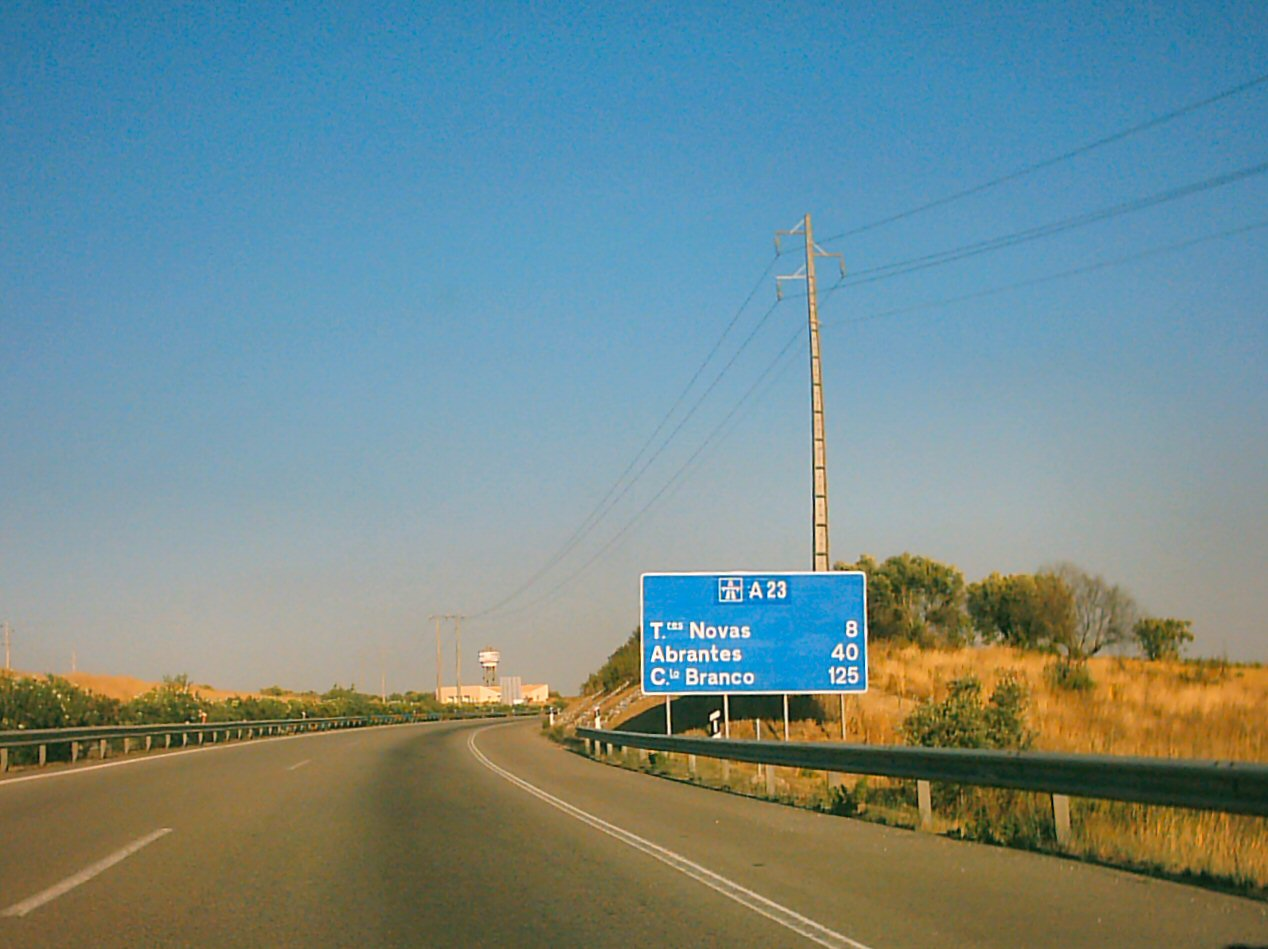
Vista da autoestrada A23 (antiga via rápida IP6). Dos 216 km desta via, 178 km estiveram em regime de portagens SCUT entre 1999 e 2011.

A concessão Beira Interior foi a primeira concessão SCUT a ser criada. O seu contrato de concessão foi assinado em 13 de Setembro de 1999 e entregou à empresa Scutvias S.A. responsabilidades sobre os 178 km do troço Abrantes–Guarda da atualmente chamada de Autoestrada da Beira Interior (ou A23), até 2029. A A23 foi criada na década de 2000 (já depois da criação desta concessão) e resultou da união de duas vias rápidas com perfil de autoestrada: o IP6 entre Torres Novas, Abrantes e Gardete e o IP2 entre Gardete, Castelo Branco e a Guarda. O troço Torres Novas–Abrantes que também pertence à A23 (37 km em funcionamento desde 1993–1995, originalmente sinalizado como IP6) não foi incluído na concessão SCUT da Beira Interior e manteve-se sob tutela do Instituto das Estradas de Portugal (IEP, atual Infraestruturas de Portugal). Pelo contrato de 1999, a Scutvias recebeu do Estado (e ficou com a responsabilidade de conservar) o troço Castelo Branco–Alcaria do então IP2 (36 km que entraram ao serviço entre 1997 e 1999); este troço inclui o Túnel da Gardunha. Na altura em que foi assinado o contrato, o lanço Abrantes–Mouriscas do então IP6 (12 km) já estava a ser construído, pelo que a Scutvias também o recebeu do IEP, mas só quando este foi inaugurado, em Março de 2000. A Scutvias assumiu as despesas de construir os restantes troços entre Mouriscas, Gardete e Castelo Branco e entre Alcaria, Covilhã e a Guarda; a concessionária também ficou obrigada a construir uma nova galeria para o Túnel da Gardunha. É de notar que a Scutvias também ficou temporariamente responsável pela manutenção do troço da N18 entre Alcaria, Covilhã e Teixoso (20 km); essa responsabilidade terminava quando fosse aberto o troço equivalente do IP2, o que ocorreu em 2003. O contrato de concessão previa a possibilidade de duplicar o traçado original do IP2 (neste caso, uma via rápida com 1 faixa de rodagem construída na década de 1980) entre Gardete e Castelo Branco; apenas o troço Gardete–Fratel (11 km) foi construído por cima do traçado original do IP2, e os restantes quilómetros acabaram por ser construídos de raiz. A ligação composta pelo IP6 entre (Torres Novas), Abrantes e Gardete e pelo IP2 entre Gardete, Castelo Branco e a Guarda ficou concluída em 2003, sensivelmente na mesma altura que começou a ser introduzida a numeração de autoestrada (A23 — Autoestrada da Beira Interior).
Em 8 de dezembro de 2011 começaram a ser cobradas portagens reais em toda a A23, ou seja, não só no troço Abrantes–Guarda — que estava concessionado à Scutvias —, como também no troço Torres Novas–Abrantes — que era mantido pelo Estado através das Estradas de Portugal (que sucedeu ao IEP e corresponde à atual Infraestruturas de Portugal). Na altura, foram instalados pórticos em 16 lanços, pelo que dos 217 km desta rodovia, cerca de 110 km passaram a ser pagos, com um custo médio por quilómetro de aproximadamente €0,17 (2011). Uma vez que o contrato da concessão Beira Interior não se baseava na existência de portagens reais, a Scutvias passou a receber um pagamento por conta de carácter transitório, que iria vigorar até à alteração do contrato.
O contrato de concessão da Beira Interior foi revisto em 2015, pelo qual a concessão Beira Interior deixou o regime de portagens SCUT e passou a ser integralmente financiada por pagamentos por assegurar a disponibilidade da via (pagamentos feitos pelo Estado, por via da Infraestruturas de Portugal). Ao contrário de outras concessões ex-SCUT, no caso da concessão Beira Interior as receitas das portagens reais passaram a reverter diretamente para a concessionária (em vez de reverterem para o concedente); a concessionária também ficou com o direito de definir os valores a cobrar aos condutores. Também na revisão de 2015, a duração da concessão da Beira Interior foi prolongada em três anos, estando portanto previsto que expire em 2032. Em 2017 a maioria do capital do consórcio Scutvias foi adquirido pela empresa espanhola Globalvia; a marca Scutvias acabou por ser extinta ainda no mesmo ano e foi substituída pela Globalvia.

#### Beira Litoral/Beira Alta

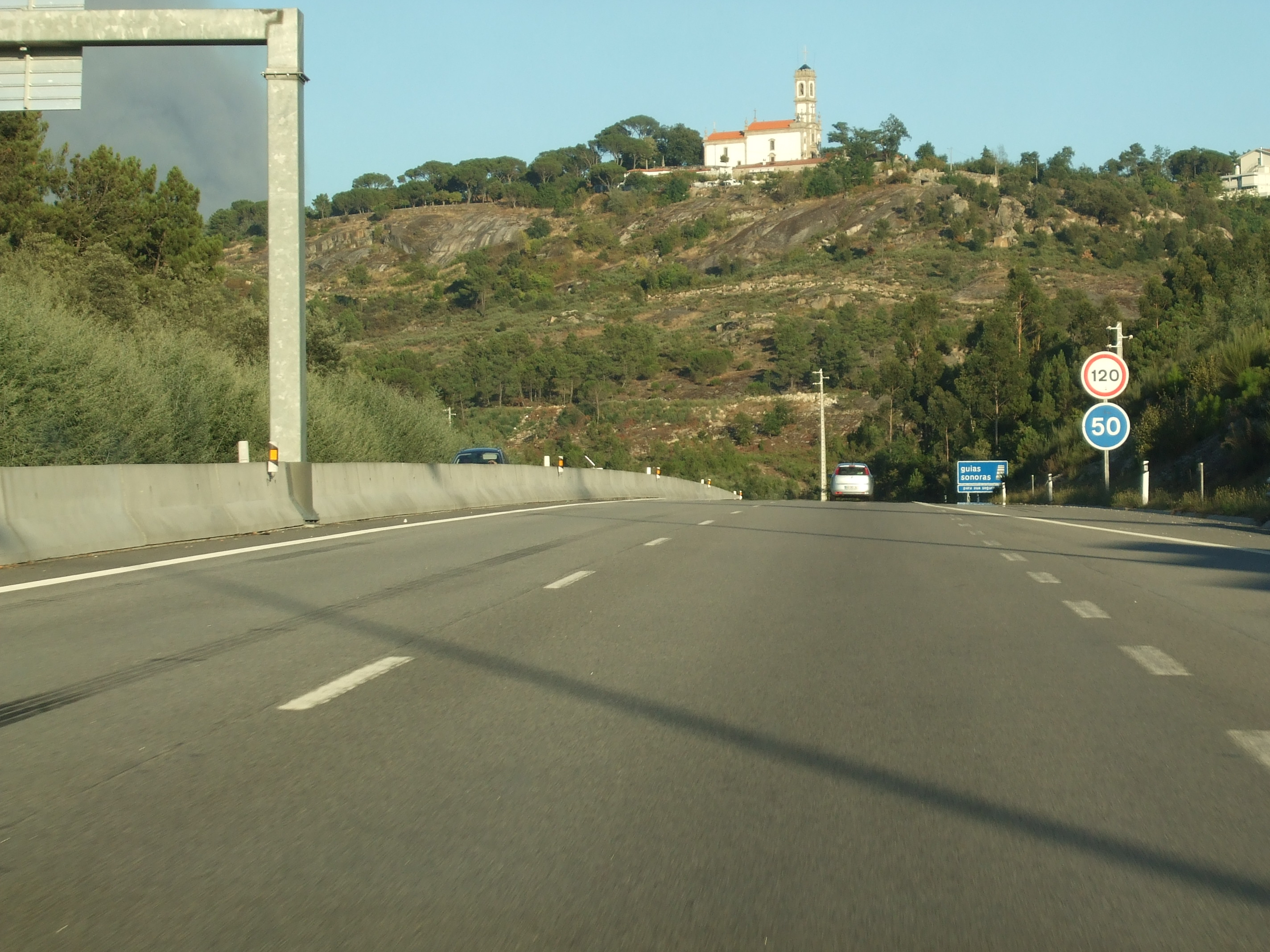
Vista da autoestrada A25 (originalmente planeada como via rápida IP5), próximo de Mangualde. Esta estrada faz parte da concessão Beira Litoral/Beira Alta, uma concessão que foi financiada por portagens SCUT entre 2001 e 2010. Foram introduzidas portagens reais em 2011.

A concessão Beira Litoral/Beira Alta foi criada em 28 de Abril de 2001, e consistiu na transformação do troço Albergaria-a-Velha–Vilar Formoso do IP5 (o qual fora construído em perfil de via rápida com 1 faixa de rodagem na década de 1980) numa estrada com perfil de autoestrada, em parte de modo a reduzir a elevada sinistralidade que ocorria nesse troço. A concessionária (Lusoscut, atual Ascendi) recebeu os 3 km do troço do IP5 entre o nó com a A1 e o nó com o IC2, nas proximidades de Albergaria-a-Velha, cujas obras de alargamento para 2+2 vias ficaram concluídas no próprio ano da assinatura do contrato. A Lusoscut responsabilizou-se por construir uma estrada com 2 faixas de rodagem até Vilar Formoso (169 km), a qual poderia ser construída através do alargamento do IP5 que já existia ou através de novos traçados. Em 2002 foi atribuída a classificação de autoestrada ao novo IP5 (neste caso, A25). O primeiro troço do novo IP5 construído pela concessionária abriu em novembro de 2003 (já com a numeração A25); este troço (entre Guarda e Vilar Formoso) tinha 34 km e resultou do alargamento do IP5 original. As obras da A25 ficaram concluídas em setembro de 2006, com a inauguração do lanço Boa Aldeia–Mangualde (30 km). No final, apesar de alguns lanços do novo IP5 com perfil de autoestrada terem sido construídos de raiz (por exemplo, a variante sul de Viseu), a grande maioria parte daquela que foi designada como autoestrada A25 acabou por ser construída através da duplicação do traçado original do IP5.
O contrato da concessão Beira Litoral/Beira Alta foi revisto em 2010, pelo qual a concessão abandonou o regime de portagens SCUT e passou a ser financiada por um regime baseado em pagamentos por disponibilidade da via (isto é, pagamentos relativamente fixos calculados com base no número de dias em que a estrada está aberta ao tráfego).
Em 8 de dezembro de 2011, começaram a ser cobradas portagens reais no troço Albergaria-a-Velha–Vilar Formoso do IP5/A25. Na altura, foram instalados pórticos em 13 lanços, pelo que dos 172 km desta via, cerca de 122 km passaram a ser pagos. O total da A25 tinha, em 2011, um custo médio por quilómetro de aproximadamente €0,13. Com o regime de disponibilidade e a introdução de portagens, na prática o risco de tráfego foi transferido do parceiro privado para o Estado (recorde-se que numa concessão com portagens virtuais a concessionária recebe consoante o tráfego registado na via).
O contrato de concessão foi novamente revisto em 2015: a concessão da Beira Litoral/Beira Alta continuou a ser financiada por pagamentos pela disponibilidade e mantiveram-se as portagens reais na A25, ficando no entanto explicitamente contratualizado que as receitas de portagem reverteriam para o concedente o qual pagaria à concessionária pelo serviço de cobrança de portagens. Está previsto que a concessão termine em 28 de Abril de 2031.

#### Costa de Prata

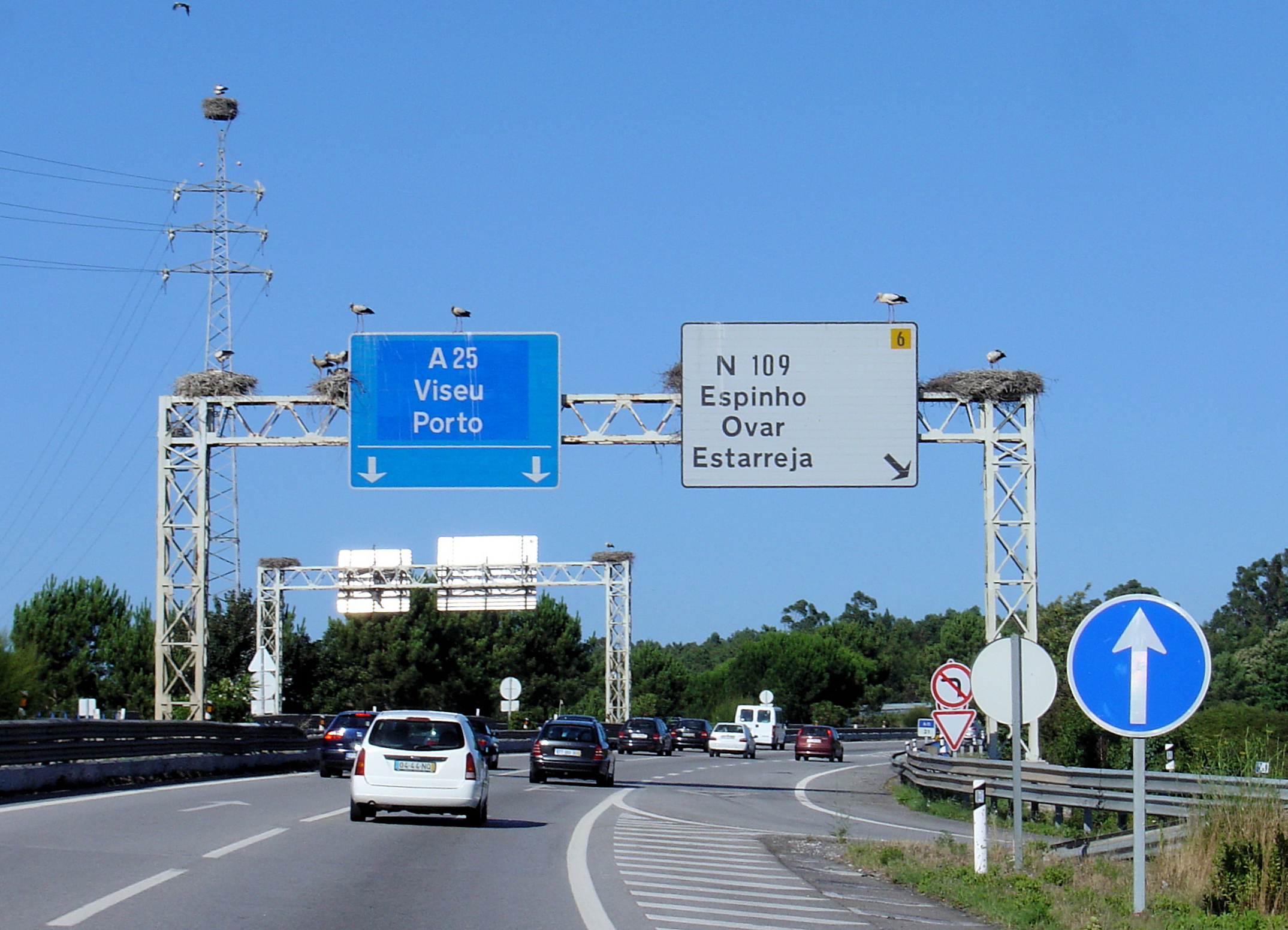
O troço Barra–Aveiro–Albergaria-a-Velha da A25 (antiga via rápida IP5) está incluído na concessão Costa de Prata, uma concessão com portagens SCUT entre 2000 e 2010.

O contrato da concessão da Costa de Prata foi assinado em 19 de Maio de 2000, pelo qual o Estado entregou à Lusoscut (atual Ascendi) a responsabilidade de construir e/ou manter 105 km de autoestradas e vias rápidas naquela região do país. A concessão engloba a totalidade da atual A29 (53 km entre Vila Nova de Gaia (Vilar de Andorinho) e Angeja) assim como o troço Mira–Aveiro do IC1/A17 (25 km), o troço Barra–Aveiro–Albergaria-a-Velha do IP5/A25 (24 km) e o troço Gulpilhares (A29)–Vila Nova de Gaia (A1) da atual A44 (4 km). Na época, já estavam em funcionamento 19 km do IC1/A29 (troço entre Miramar e Maceda, uma via rápida com 2+2 vias aberta em 1995 e sinalizada como IC1), 1 km da atual A44 (aberto em 2000, também sinalizado como IC1) e a totalidade do IP5/A25 que está incluído nesta concessão (25 km em serviço desde 1991). Deste modo, a empresa responsabilizou-se por construir os restantes 64 km. À semelhança do que ocorreu com outras concessões, também na Costa de Prata ocorreram mudanças de designação nas estradas a partir de 2002: o IC1 foi reclassificado para A44 entre Gaia e Gulpilhares e para A29 entre Gulpilhares e Angeja, enquanto que o IP5 foi reclassificado para A25. As secções da A17 e da A44 incluídas na concessão SCUT da Costa de Prata foram concluídas em 2004. No que toca o IC1 (atual A29 e A44), é de notar que a norte de Miramar optou-se por apenas duplicar a estrada nacional N109 em vez de construir um novo traçado. A sul de Maceda, devido a controvérsias sobre o traçado que o IC1/A29 deveria seguir, somente em setembro de 2009 é que esta via chegou a Angeja, cinco anos depois do previsto. Deste modo, a rede de estradas incluída na concessão Costa de Prata ficou inteiramente concluída em 2009, nove anos depois da assinatura do contrato.
O contrato da concessão foi revisto em 2010: a concessão abandonou o regime de portagens SCUT e passou a ser financiada por um regime misto baseado em pagamentos por disponibilidade, receitas de portagens reais e pagamentos pelo serviço de cobrança de portagens. Na prática, com o regime de disponibilidade e a posterior introdução de portagens reais, o risco de tráfego foi transferido da concessionária para o concedente (recorde-se que numa concessão com portagens virtuais a concessionária recebe consoante o tráfego registado na via).
Em 15 de outubro de 2010, começaram a ser cobradas portagens reais em várias estradas incluídas nesta concessão. Deste modo, passaram a ser portajados 20 km dos 53 km da A29, 15 km dos 25 km do troço Aveiro–Mira da A17 e 10 km dos 24 km do troço Barra–Albergaria-a-Velha do IP5/A25. Em 2011, o custo médio por quilómetro era de aproximadamente €0,15 na A29. Um condutor pagava em média €0,13 por quilómetro no total da A25 e €0,10 por quilómetro no total da A17. A A44 manteve-se gratuita.
O contrato de concessão foi novamente revisto em 2015, estando previsto que a concessão dure até 2030.

#### Grande Porto

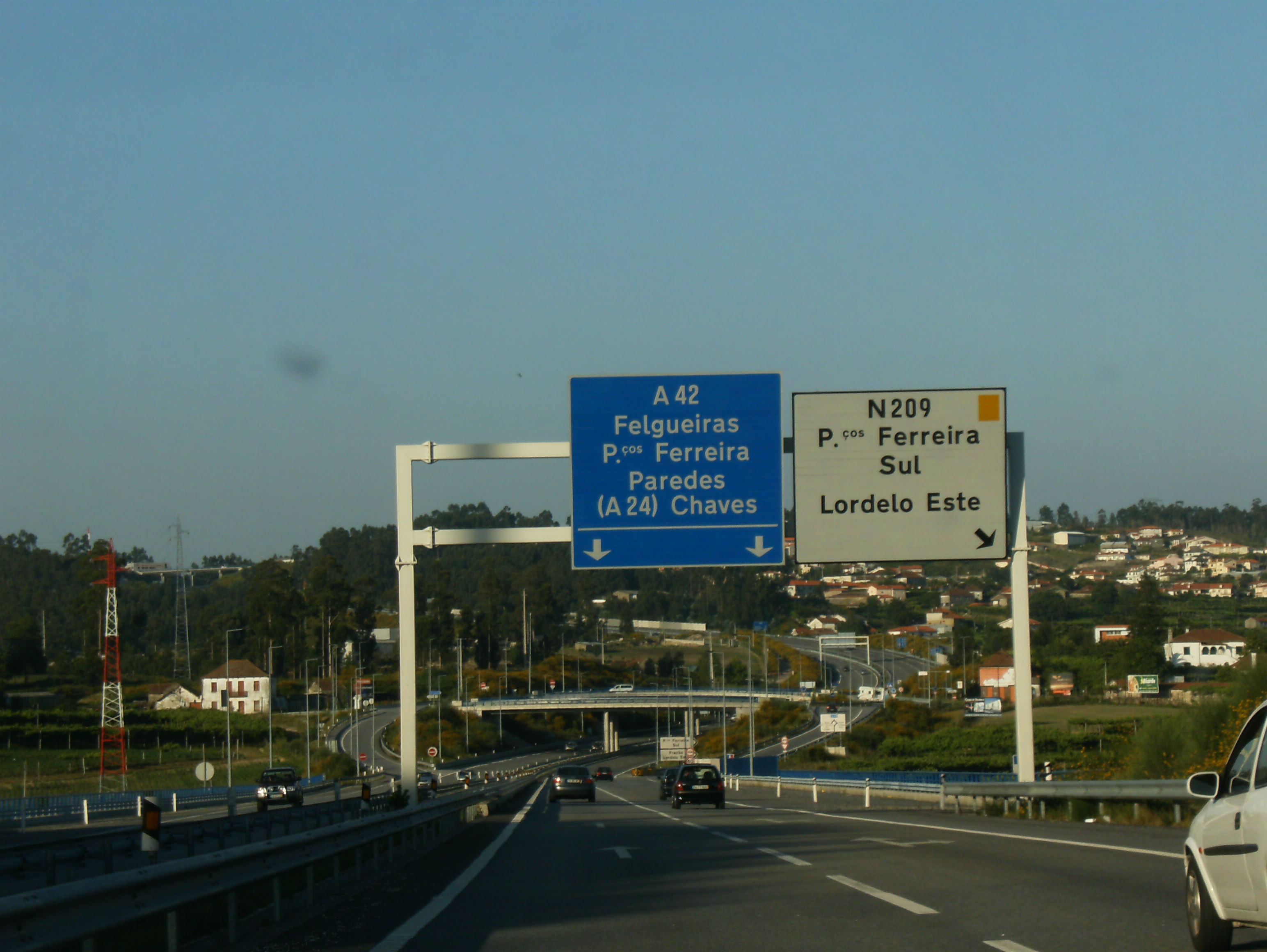
Vista da autoestrada A42 (originalmente planeada como via rápida IC25) nas proximidades de Paços de Ferreira.

A concessão do Grande Porto foi a última concessão SCUT do Estado a ser lançada. O contrato foi assinado em 16 de Setembro de 2002 e entregou à Lusoscut (atual Ascendi) — por 30 anos — responsabilidades sobre mais de 50 km de autoestradas e vias rápidas no distrito do Porto. Originalmente, a concessão englobava o troço Freixieiro (IC1/A28)–Ermida (IC25) da IC24 — CREP (23 km), o troço Matosinhos (IC1/A28)–Águas Santas (A3) do IP4/A4 (8 km) assim como a totalidade do IC25 (20 km), da VRI (3 km) e da N207 (A11–Felgueiras). A N207 acabou por ser retirada da concessão em 2007. Em todo o caso, pelo contrato a Lusoscut recebeu do Estado os 14 km do troço Freixieiro–Alfena da CREP (que já estava construído desde a década de 1990) e responsabilizou-se por construir os restantes lanços de estrada. Ainda na década de 2000, vários troços que estavam incluídos na concessão Grande Porto foram reclassificados como autoestradas: a CREP passou de IC24 para A41 e o IC25 foi reclassificado como A42; uma vez que o troço Freixieiro–Alfena da CREP já estava construído, a nova numeração teve que ser aplicada na sinalização nos anos seguintes, mas os restantes troços da CREP assim como a A42/IC25 abriram já com a numeração de autoestrada. O novo troço da CREP (Alfena–Ermida) foi concluído em 2005, enquanto que o IC25/A42 e a VRI ficaram concluídas em 2006. O troço da A4 incluído nesta concessão (Matosinhos–Águas Santas) foi inaugurado em novembro de 2006. No que toca o IC25/A42 (que liga a CREP a Lousada e Felgueiras), é de referir que nas décadas de 1980 e 1990, estava previsto que aquela ligação fosse construída em perfil de via rápida com 1 faixa de rodagem. Nesse sentido, um troço de 6 km na zona de Paços de Ferreira chegou a ser inaugurado em 1999. Posteriormente, decidiu-se construir todo o IC25 em perfil de autoestrada, que mais tarde acabou por receber a classificação de A42. Quando foi criada a concessão Grande Porto, a concessionária recebeu autorização para duplicar aquele lanço de 6 km, e acabou por duplicar metade. O restante serve hoje de acesso à saída 6 da A42.
O contrato da concessão Grande Porto foi novamente revisto em 2010. Tal como em relação à Costa de Prata, a alteração fez com que a concessão deixasse o regime de portagens virtuais e passasse para um regime misto baseado em pagamentos por disponibilidade, receitas de portagens reais e pagamentos pelo serviço de cobrança de portagens. Na prática, com o regime de disponibilidade e a posterior introdução de portagens reais, o risco de tráfego foi transferido da concessionária para o concedente (recorde-se que numa concessão com portagens SCUT a concessionária recebe consoante o tráfego registado na via).
Em 15 de outubro de 2010, começaram a ser cobradas portagens reais em várias estradas incluídas nesta concessão. Deste modo, passaram a ter portagens 3 km dos 8 km do troço Matosinhos (A28)–Águas Santas (A3) da A4, 17 km dos 23 km do troço Freixieiro (A28)–Ermida (A42) da CREP e  11 km dos 20 km do IC25/A42. Em 2011, o custo médio por quilómetro era de aproximadamente €0,14 na A42. Em 2011, um condutor pagava em média €0,25 por quilómetro no total da A41 e €0,08 por quilómetro no total da A4. A VRI manteve-se gratuita.
O contrato de concessão foi novamente revisto em 2015, mas manteve-se o regime de disponibilidade e a cobrança de portagens reais. A concessão Grande Porto termina em Setembro de 2032.

#### Interior Norte

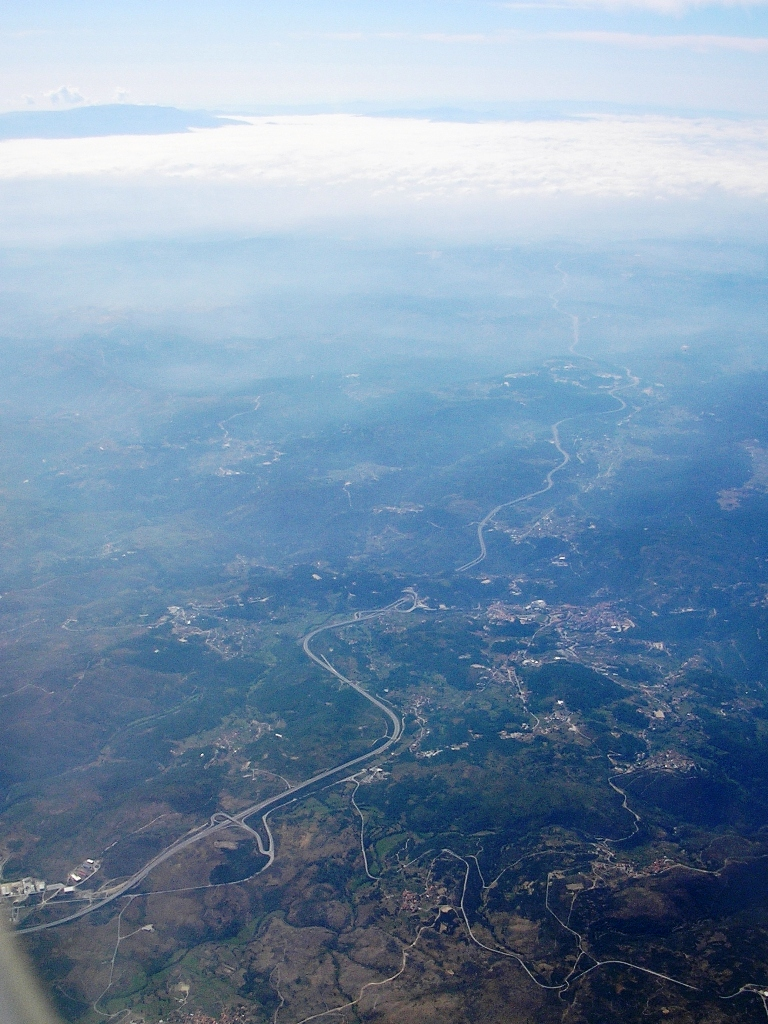
Vista aérea da autoestrada A24 (antiga via rápida IP3), perto de Castro Daire, uma estrada com portagens virtuais entre 2000 e 2011 no contexto da concessão Interior Norte.

A concessão Interior Norte inclui os 156 km do troço Vila Verde da Raia–Viseu Norte da atual autoestrada A24 (antigo IP3). O contrato de concessão foi assinado em 30 de dezembro de 2000, e entregou a concessão à empresa Norscut, por 30 anos. A empresa recebeu do Estado os 24 km do troço Régua–Bigorne do IP3 (em serviço desde 1998), o qual fora construído com um perfil 2+2 vias. Na altura em que foi assinado o contrato, já decorriam as obras da variante de Castro Daire (que inclui o Túnel de Castro Daire), pelo que a Norscut também acabou por receber do Estado esse troço, mas só quando este ficou concluído, em agosto de 2002. Também em  agosto de 2002 foi formalmente atribuída classificação de autoestrada ao IP3, neste caso através da numeração A24; nos troços que já existiam foi mudada a sinalização, enquanto que os novos troços abriram já com esta designação. As obras da A24 acabaram por ficar concluídas em Junho de 2007, dois anos depois do previsto, pois foi necessário alterar o traçado nalgumas regiões, devido a questões ambientais. Em Junho de 2010 foi inaugurada a ponte internacional com Espanha, em Vila Verde da Raia, que liga a A24 à autovia espanhola A-75.
Em 8 de dezembro de 2011, começaram a ser cobradas portagens reais na A24. Na altura, foram instalados pórticos em 13 lanços, pelo que dos 162 km desta via, cerca de 120 km passaram a ser pagos, com um custo médio por quilómetro de aproximadamente €0,11. Uma vez que o contrato da concessão Interior Norte não se baseava na existência de portagens reais, a Norscut passou a receber um pagamento por conta de carácter transitório, que iria vigorar até à alteração do contrato.
O contrato da concessão Interior Norte foi revisto em 2015, pelo qual a concessão abandonou integralmente o regime de portagens SCUT e passou integralmente para um regime misto baseado em pagamentos por disponibilidade, receitas de portagens reais e pagamentos pelo serviço de cobrança de portagens. Na prática, o regime de disponibilidade e a introdução de portagens reais fez com que o risco de tráfego fosse transferido da concessionária para o concedente (recorde-se que numa concessão com portagens virtuais a concessionária recebe consoante o tráfego registado na via). A concessão Interior Norte termina em 30 de Dezembro de 2030

#### Norte Litoral

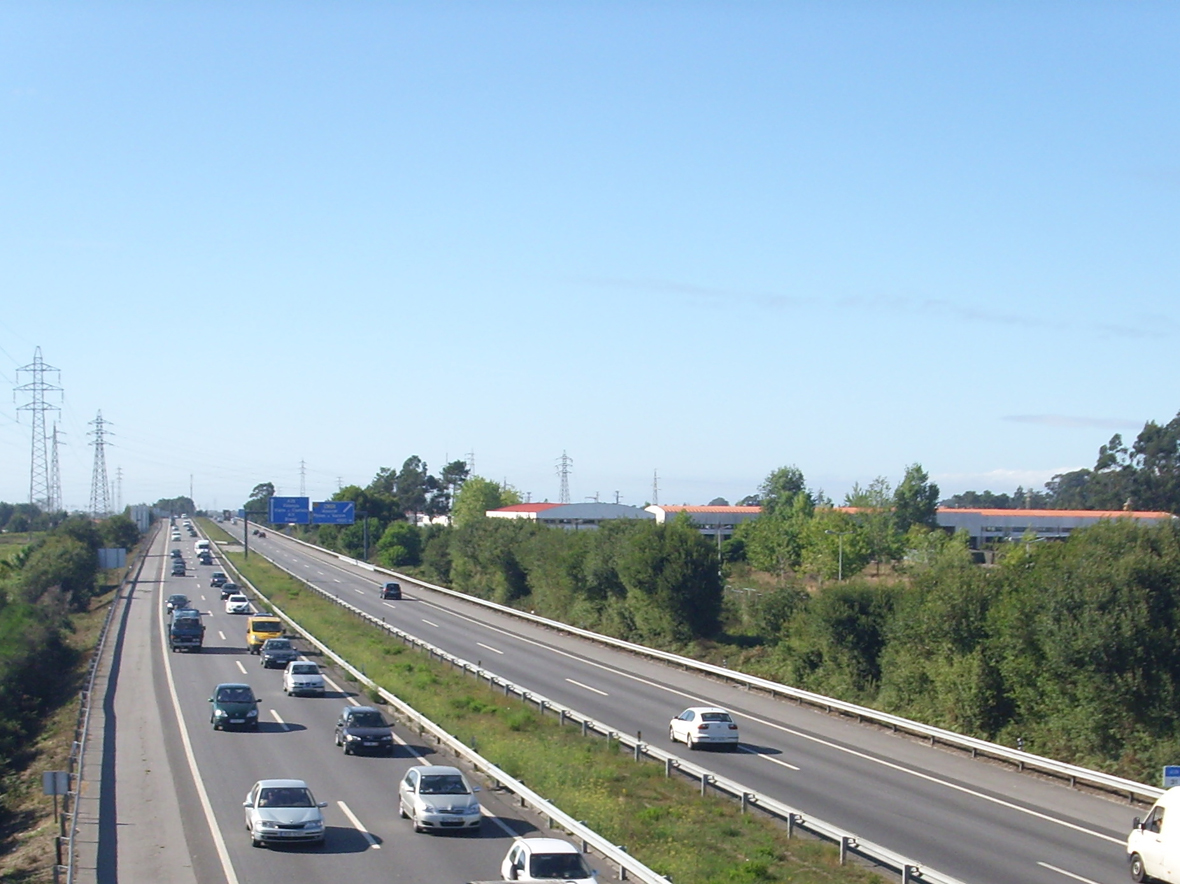
A autoestrada A28 (antiga via rápida IC1), pertenceu a uma concessão com portagens SCUT entre 2001 e 2010. Foram introduzidas portagens reais em 2010.

A concessão do Norte Litoral (uma concessão de 30 anos) foi criada em 17 de setembro de 2001. A empresa Euroscut Norte recebeu os 60 km da Via Rápida Porto–Viana do Castelo (que entrou ao serviço entre 1985 e 1998, integrada no IC1) e os primeiros 6 km do IP9 (outra via rápida com perfil de autoestrada, em serviço desde 2001). A empresa responsabilizou-se por prolongar o IC1 até Caminha (o que acabou por suceder em 2008) e a IP9 até Ponte de Lima e à A3 (o que acabou por ocorrer em 2005). Em meados da década de 2000 foi atribuída classificação de autoestrada às vias rápidas incluídas na concessão Norte Litoral: o IC1 foi renumerado para A28 e o IP9 para A27. Atualmente, a concessão Norte Litoral tem uma extensão de 117 km e engloba a totalidade do IC1/A28 (Porto–Viana do Castelo–Caminha, 93 km) e do IP9/A27 (Viana do Castelo–Ponte de Lima, 24 km).
O contrato de concessão foi revisto em 2010. Tal como em relação aos contratos das concessões da Costa de Prata e Grande Porto, a alteração fez com que a concessão Norte Litoral deixasse o regime de portagens SCUT (que era baseado no nível de tráfego) e passasse para um regime misto baseado em pagamentos por disponibilidade da via, receitas de portagens reais e pagamentos pelo serviço de cobrança de portagens. Na prática, o risco de tráfego foi transferido da concessionária para o Estado (enquanto concedente).
Em 15 de Outubro de 2010, começaram a ser cobradas portagens reais na A28. Na altura, foram instalados pórticos em 4 lanços, pelo que dos 93 km desta via, cerca de 26 km passaram a ser pagos, com um custo médio por quilómetro de aproximadamente €0,18. A A27 manteve-se sem portagens.
O contrato de concessão foi novamente revisto em 2015, mas manteve-se o regime de disponibilidade e a cobrança de portagens reais na A28. A concessão Norte Litoral termina em Setembro de 2031.

## Localização das concessões com portagem SCUT
As concessões Vialitoral e Viaexpresso abrangem rodovias na ilha da Madeira, enquanto que a concessão São Miguel se localiza na ilha do mesmo nome. As sete antigas concessões do Estado com portagem SCUT localizavam-se na região do Norte de Portugal (concessões Grande Porto, Norte Litoral e parte das concessões Costa de Prata e Interior Norte), na região do Centro (concessões da Beira Interior, Beira Litoral/Beira Alta e parte das concessões Costa de Prata e Interior Norte) e no Algarve (concessão Algarve). 
Na década de 2000, antes da introdução de portagens reais nas SCUT do Estado, estas concessões com portagem virtual abrangiam 914 km, ou seja, 27% da rede portuguesa de autoestradas. Na altura, um total de 35% da rede de autoestradas era gratuita, e Portugal já era considerado um dos países da Europa com mais portagens. Em 2013, depois da introdução de portagens nas SCUT, 84% da rede era taxada, ou seja, só 16% era gratuita.

## Financiamento
Existem vários modelos para financiar a construção e manutenção das infraestruturas públicas, como é o caso das estradas. Em Portugal, a construção, conservação e manutenção da grande maioria das rodovias (todas as vias rápidas e estradas convencionais, assim como algumas autoestradas) é financiada pelo Orçamento da entidade que tem jurisdição sobre a via (seja Orçamento de Estado, Orçamento de região autónoma ou Orçamento municipal). Pode também haver comparticipação de fundos da União Europeia ou de outras entidades.
No caso de algumas autoestradas, assim como de certas pontes ou túneis, existem portagens reais, onde para além de uma ajuda do Estado no custo da construção, o utilizador paga uma taxa que deverá ajudar a sustentar a construção, financiamento, manutenção e exploração da autoestrada. Em geral, essas infraestruturas estão concessionadas a empresas privadas. Em Portugal, existem vários modelos de financiamento de concessões com portagens e a existência de portagens não é garantia que o Estado não tenha encargos significativos com as concessões. No regime de portagem real, as concessionárias são, em teoria, totalmente independentes do concedente: não recebem qualquer remuneração do Estado (exceto no contexto de eventuais acordos de reposição do equilíbrio financeiro) mas recebem integralmente as receitas de portagem cobradas. Estão nesta categoria concessões como as da Brisa, Travessias do Tejo e Oeste (A8 e A15). As portagens também podem existir no contexto de uma concessão baseada em pagamentos por disponiblidade: neste modelo, a empresa concessionária recebe do concedente um pagamento maioritariamente calculado com base no número de dias em que a estrada está aberta, não estando portanto sujeita ao risco de baixo tráfego. Nas concessões em regime de disponibilidade que tenham portagens, em geral, as receitas de portagem são entregues ao Estado, que depois paga (por via da empresa Infraestruturas de Portugal) à empresa concessionária uma renda pelo serviço de cobrança de portagens. Seis das sete antigas concessões SCUT do Estado foram convertidas para este modelo, assim como as concessões Norte e Grande Lisboa (estas provenientes do modelo de portagem real). Por fim, em Portugal, as portagens podem inserir-se no contexto das subconcessões da Infraestruturas de Portugal; o modelo de financiamento destas subconcessões não é homogéneo, mas também é principalmente baseado em pagamentos do Estado às concessionárias pela disponibilidade das vias e receitas de portagens (se existirem). Atualmente, o Estado é concedente de 13 concessões em regime de disponibilidade ou subconcessões onde são cobradas portagens, mais a concessão da Beira Interior. Em 2016, dessas 13 concessões com encargos para o Estado, em nenhuma as receitas de portagem cobriam os encargos dos pagamentos por disponibilidade e do serviço de cobrança de portagens. Nesse ano, o Estado obteve um total de cerca de €340 milhões em receitas para cobrir encargos de cerca de €1500 milhões, o que deu uma taxa de cobertura média de 22%, que variava entre os 0% na concessão Beira Interior (devido ao modelo específico dessa concessão), os 2% na subconcessão Litoral Oeste e os 66% na concessão Algarve.

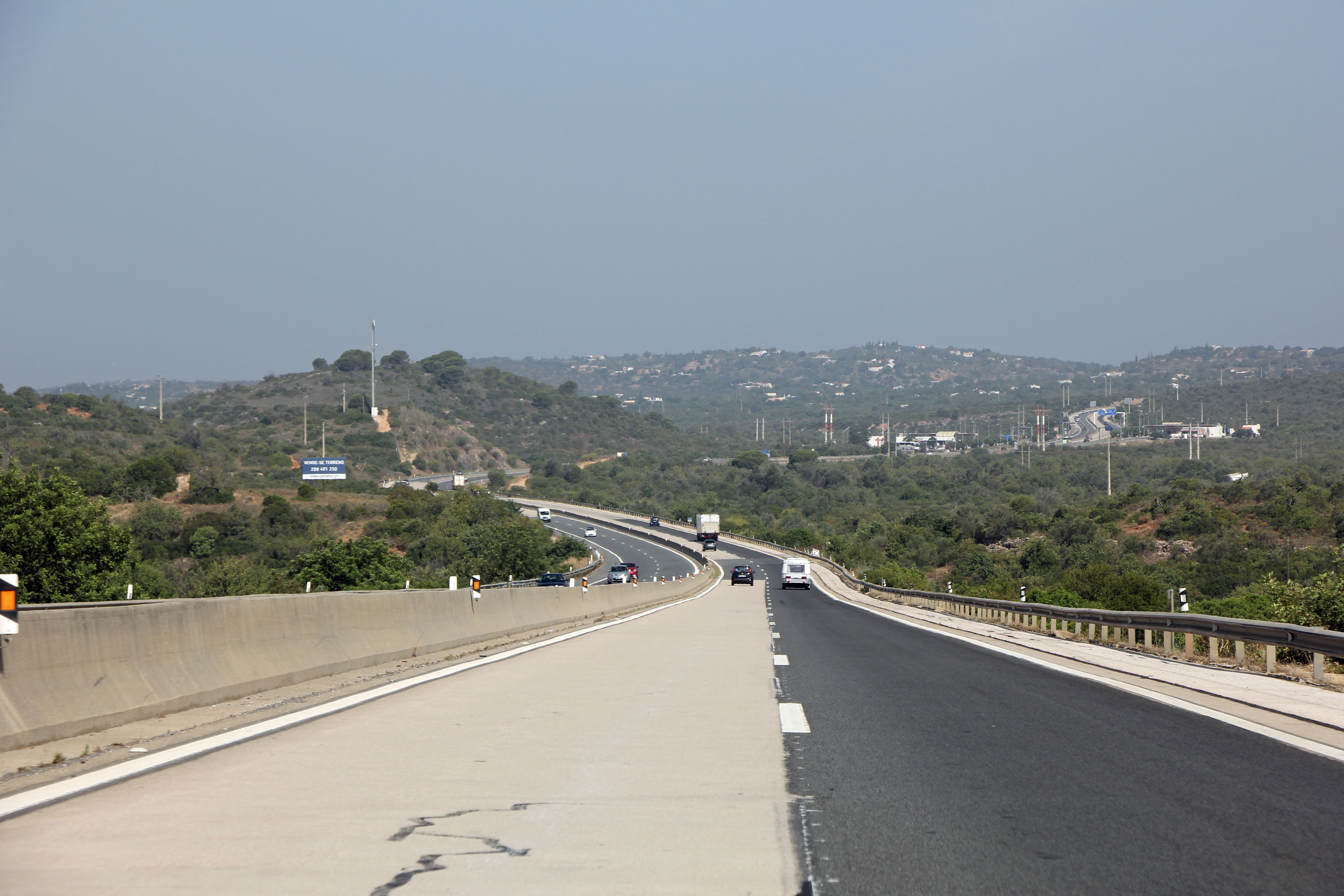
A maior parte da Via do Infante foi aberta entre 1991 e 1993; a estrada foi construída e era mantida diretamente pelo Estado, através da JAE. Em 2000, a Via do Infante foi incluída numa concessão com portagens SCUT de 30 anos. Foram introduzidas portagens reais em 2011 e em 2015 a concessão passou para regime de disponibilidade.

No modelo de portagens SCUT, a estrada ou autoestrada concessionada é teoricamente portajada, mas o concedente (o Estado ou a Região Autónoma) substitui-se ao utilizador no pagamento das portagens, utilizando para isso o dinheiro do seu Orçamento. O Estado ou a região autónoma entrega as despesas de construção, financiamento, exploração e manutenção da autoestrada a um consórcio privado, pagando a este uma dada tarifa por cada veículo que circula nessa via. Deste modo, os custos de construção são abatidos ao longo do período de concessão e as despesas do concedente com a via concessionada vão variando com o nível de tráfego que nela passa. A concessionária está assim sujeita ao risco de ter baixo tráfego.
Entre 2010 e 2015, as 7 concessões SCUT do Estado foram quase todas transformadas em concessões baseadas num regime de disponibilidade, onde o Estado paga às concessionárias uma renda pela disponibilidade da via, recebe as receitas de portagem e paga à concessionária o serviço de cobrança de portagens. O modelo adotado em 2015 para a concessão Beira Interior (A23) é ligeiramente diferente, já que as receitas de portagem revertem integralmente para concessionária. As concessões Norte (A7 e A11) e Grande Lisboa (A16) eram, originalmente, concessões com portagem real, com as quais o Estado (o concedente) não tinha quaisquer encargos, mas ao longo de vários anos registaram-se valores de tráfego abaixo das expectativas; em 2010 o Estado transformou essas concessões em concessões baseadas em pagamentos (feitos pelo Estado) por disponibilidade da via (mantendo as portagens), um modelo igual ao que foi adotado para ex-SCUT. De notar que estas duas concessões pertenciam à Ascendi, que também era concessionária de quatro concessões SCUT do Estado; a passagem destas 2 concessões de regime de portagem real para regime de disponibilidade foi uma contrapartida negocial necessária para o Estado poder introduzir portagens reais em três das SCUT dessa empresa. Em 2016, em nenhuma destas concessões as receitas de portagem cobriam os encargos com os pagamentos por disponibilidade e pelo serviço de cobrança de portagens: a taxa de cobertura variava entre os 0% na concessão Beira Interior (devido ao modelo específico adotado para esta concessão), aos 20% na concessão Interior Norte e os 66% na concessão Algarve. A taxa de cobertura da concessão Norte era de 50% e a da Grande Lisboa de 33%.

## Custos
Numa auditoria realizada em 2003, o Tribunal de Contas calculou que no total, as despesas totais do Estado com as suas 7 concessões com portagem SCUT seriam de aproximadamente 15 mil milhões de euros, repartidos entre 2003 e 2031. A despesa anual com as portagens SCUT aumentaria até 2008, à medida que os novos troços entrassem em funcionamento. Entre 2008 e 2021 a despesa anual estabilizaria aproximadamente nos 650–700 milhões de euros. De 2021 em diante, a rubrica anual com aquelas concessões seria gradualmente reduzida, sendo de 171 milhões de euros em 2031 e terminando em 2032.
Ao longo da década de 2000, os encargos do Estado com as concessões acabaram por ser menores do que o previsto na auditoria de 2003, em parte porque o tráfego registado ficou abaixo do previsto (recorde-se que numa concessão com portagens virtuais, os pagamentos do concedente à concessionária variam com o nível de tráfego). Numa auditoria de 2008, o Tribunal de Contas apurou que as despesas do Estado com as suas 7 concessões SCUT tinham sido de €364 mil em 1999, €2 milhões em 2000, €5 milhões em 2001, €9 milhões em 2002, €16 milhões em 2003, €40 milhões em 2004, €196 milhões em 2005, €167 milhões em 2006 e €429 milhões em 2007.
Em julho de 2010, o então Ministro das Obras Públicas, António Mendonça, informou que com a introdução de portagens nas sete concessões SCUT, o Estado iria arrecadar entre 320 e 330 milhões de euros por ano. Contudo, essa receita seria reduzida em 130 milhões de euros caso fossem atribuídas isenções aos residentes das regiões servidas por aquelas autoestradas (muitas das quais, antigas vias rápidas). O governo acabou por criar um regime de isenções parciais para os residentes, o qual consistia no direito a 10 passagens gratuitas por mês e 15% de desconto nas seguintes. Ficou também definido que o valor cobrado em portagens iria para a empresa pública Estradas de Portugal, a qual depois entregaria as rendas às concessionárias calculadas com base na disponibilidade das vias, e pagaria ao operador do serviço de cobrança de portagens.
Em 2012, as receitas de portagem foram de 153 milhões de euros, dos quais cerca de 50 milhões se destinaram a cobrir os custos de manutenção com os pórticos de portagem. Ainda no mesmo ano, em 1 de outubro, foram abolidas as isenções para os residentes e foi introduzido um desconto universal de 15%. Em 2013, as receitas das portagens alcançaram os 167 milhões de euros e em 2014 os 185 milhões de euros. Em 2015, devido à renegociação do contrato da concessão da Beira Interior, o Estado (por via da empresa pública Infraestruturas de Portugal, que sucedeu à Estradas de Portugal) perdeu as receitas das portagens cobradas no troço Abrantes–Guarda da A23, pois estas passaram a reverter diretamente para a concessionária (a empresa Scutvias). Nesse ano, as receitas de portagem recebidas pela Infraestruturas de Portugal foram de 173 milhões de euros.
Em 1 de agosto de 2016 os preços das portagens cobradas em quatro antigas concessões SCUT (Algarve, Beira Interior, Beira Litoral/Beira Alta e Interior Norte) foi reduzido em 15%. Em fevereiro de 2017 foi noticiado que em 2016 foram cobrados 227 milhões de euros nas sete ex-SCUT. À data de 2016, em nenhuma das concessões ex-SCUT as receitas de portagem cobriram os encargos com os pagamentos por disponibilidade e com o serviço de cobrança de portagens: nesse ano a taxa de cobertura variava entre os 0% na concessão Beira Interior (devido ao modelo específico adotado para esta concessão), os 20% na concessão Interior Norte e os 66% na concessão Algarve.

## Relatório da comissão das PPP
No relatório da comissão de inquérito às parcerias público-privadas (PPP), entregue em Junho de 2013 no Parlamento é na parte destinada às antigas auto-estradas sem custos para o utilizador que surgem as mais duras acusações aos responsáveis políticos, especialmente no que diz respeito às renegociações ocorridas em 2010 (para introduzir portagens reais), durante o Governo de José Sócrates. “A comissão considera inaceitável que o Governo à época tenha assumido e aceite crescimentos elevados de tráfego que não eram de todo previsíveis” e que, não se concretizando, obrigaram à compensação financeira dos concessionários.
Neste campo, o relatório aponta especificamente o dedo aos ex-secretários de Estado dos Transportes, Paulo Campos, e das Finanças, Carlos Costa Pina. No que diz respeito a este último, a comissão escreve que o “repudia politicamente” pela “desresponsabilização que evidenciou” na renegociação destas PPP.

## Impacto da introdução de portagens reais
Em 2017 foi publicado um estudo que analisou o impacto da introdução de portagens reais nas autoestradas (muitas das quais, antigas vias rápidas) que estavam incluídas nas 7 concessões do Estado com portagens SCUT. O estudo foi apresentado no think tank alemão Kiel Institute for the World Economy e concluiu que em média, encerraram 16 empresas e perderam-se 218 empregos em cada um dos 59 municípios que até 2010–2011 eram servidos por autoestradas (e ex-vias rápidas) gratuitas. As perdas de emprego afetaram principalmente os municípios servidos diretamente pelas autoestradas ex-SCUT, mas também se fizeram sentir, com menor intensidade, nos municípios mais afastados. As perdas de emprego e encerramentos afetaram mais as empresas do setor secundário (indústria) do que as do setor terciário (serviços), o que foi explicado pelos autores do estudo porque "grande parte das empresas de serviços servem os mercados locais, enquanto as empresas da indústria servem mercados mais distantes e são por isso mais dependentes da utilização de autoestradas baratas". Os economistas que fizeram o estudo, também verificaram que as perdas de emprego e encerramentos de empresas afetaram com mais intensidade os maiores empregadores (empresas com mais de 10 trabalhadores) do que as empresas mais pequenas, pois as primeiras estão mais dependentes de mercados mais longínquos, e portanto estão mais suscetíveis aos custos de contexto. Os autores concluíram que, embora a introdução de portagens reais possa ter tido um efeito positivo orçamental no curto prazo, "parece impor um custo substancial à economia portuguesa no longo prazo". Os autores do estudo também concluíram que a redução de 15% dos preços das portagens nas ex-SCUT (em agosto de 2016) pode indicar que "os decisores políticos começaram a entender que os verdadeiros custos sociais das portagens naquelas autoestradas são mais altos que o esperado" e que, em termos gerais, "os custos da provisão de autoestradas a custo zero aos utilizadores (ou a um custo razoavelmente baixo) podem ser compensados em termos de um maior número de empresas e empregos no setor privado".
Note-se que algumas autoestradas (antigas vias rápidas) que estiveram incluídas em concessões com portagem SCUT já serviam as regiões em que se inseriam muito antes de terem sido incluídas nessas concessões, e logo, muito antes de o governo nelas ter introduzido portagens reais. Um bom exemplo é a Via do Infante, no Algarve, que ficou quase totalmente concluída em 1993 (construída pela Junta Autónoma de Estradas); esta rodovia — que originalmente era considerada uma via rápida (com a numeração IP1) — foi incluída numa concessão baseada em portagens virtuais / SCUT em 2000 (a concessão Algarve, atribuída à empresa privada Euroscut) e nela foram introduzidas portagens reais em 2011, numa altura em que a região já era servida, há quase 20 anos, por uma estrada gratuita de alta capacidade.